# Voseo

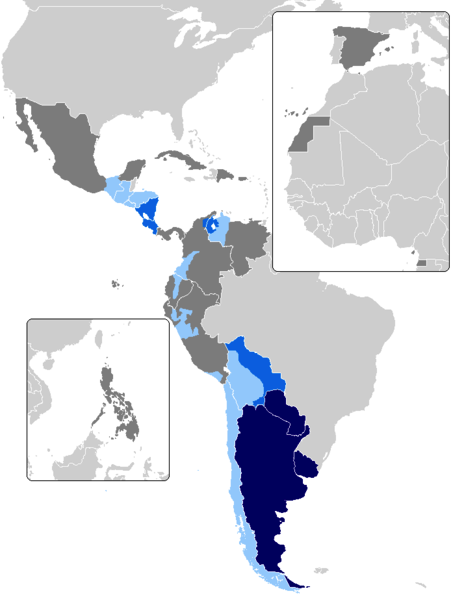
Zasięg funkcjonowania voseo w poszczególnych krajach

Voseo – zjawisko występujące w języku hiszpańskim polegające na zamianie zaimka osobowego tú (ty) na formę vos, powszechnie spotykane w Ameryce Środkowej oraz w Argentynie i Urugwaju. Spełnia ona taką samą funkcję jak druga osoba liczby pojedynczej w Hiszpanii – tú. W Nikaragui ta forma języka hiszpańskiego dominuje zarówno w mowie, jak i piśmiennictwie, przy czym niektórzy mieszkańcy wymawiają słowo vos z silnym brzmieniem „s” na końcu, inni zaś bez tego dźwięku. Użycie voseo przyczynia się także do zmiany formy czasownika. Jest on używany w specyficznej formie np. vos cantás („ty śpiewasz”), vos sabés („ty wiesz”).
- Przykład:

| Forma Voseo | Forma tradycyjna |
| ----------- | ---------------- |
| vos cantás  | tú cantas        |
| vos sabés   | tú sabes         |

Porównanie użycia voseo w argentyńskiej odmianie hiszpańskiego z formą z Półwyspu Iberyjskiego:
| Voseo używany w Argentynie i Urugwaju | Hiszpański z Półwyspu Iberyjskiego |
| ------------------------------------- | ---------------------------------- |
| ¿Sos polaco? (Jesteś Polakiem?)       | ¿Eres polaco?                      |